# Cristo González
Cristo Ramón González Pérez, noto semplicemente come Cristo González (Tenerife, 24 ottobre 1997), è un calciatore spagnolo, attaccante dell'Al-Sadd.

## Carriera

### Club
Cresciuto nelle giovanili del Tenerife, ha debuttato con la prima squadra il 24 agosto 2014,nel match perso 1-0 contro il Ponferradina.
Ha segnato la prima rete il 31 gennaio 2015 nella sconfitta per 3-2 contro l'Albacete.
Il 19 luglio 2019 passa a titolo definitivo all'Udinese. Tuttavia, il 13 agosto seguente, viene ceduto in prestito all'Huesca neoretrocessa in Liga Adelante.
Terminato il prestito fa ritorno all'Udinese, dove debutta in Coppa Italia contro il L.R. Vicenza. Quella è la sua unica presenza ai bianconeri dato che il 10 dicembre 2020 viene ceduto nuovamente in prestito in Serie B spagnola, questa volta al Mirandés.
A fine prestito fa ritorno ai bianconeri, dove ancora una volta disputa una gara di Coppa Italia (questa volta contro l'Ascoli) per poi venire ceduto in prestito, questa volta al Real Valladolid.
Il 20 luglio 2022 viene ceduto in prestito allo Sporting Gijón.
Il 1º luglio 2023 viene ceduto a titolo definitivo ai portoghesi dell'Arouca.

### Nazionale
Nel 2015 ha giocato una partita nella nazionale spagnola Under-19.

## Statistiche

### Presenze e reti nei club
Statistiche aggiornate al 16 settembre 2017.
| Stagione        | Squadra          | Campionato      | Campionato | Campionato | Coppe nazionali | Coppe nazionali | Coppe nazionali | Coppe continentali | Coppe continentali | Coppe continentali | Altre coppe | Altre coppe | Altre coppe | Totale | Totale |
| Stagione        | Squadra          | Comp            | Pres       | Reti       | Comp            | Pres            | Reti            | Comp               | Pres               | Reti               | Comp        | Pres        | Reti        | Pres   | Reti   |
| --------------- | ---------------- | --------------- | ---------- | ---------- | --------------- | --------------- | --------------- | ------------------ | ------------------ | ------------------ | ----------- | ----------- | ----------- | ------ | ------ |
| 2014-2015       | Tenerife         | SD              | 5          | 1          | CR              | 1               | 0               | -                  | -                  | -                  | -           | -           | -           | 6      | 1      |
| 2015-2016       | Tenerife         | SD              | 24         | 1          | CR              | 0               | 0               | -                  | -                  | -                  | -           | -           | -           | 24     | 1      |
| 2016-2017       | Tenerife         | SD              | 21         | 3          | CR              | 2               | 1               | -                  | -                  | -                  | -           | -           | -           | 23     | 4      |
| Totale Tenerife | Totale Tenerife  | Totale Tenerife | 50         | 5          |                 | 3               | 1               |                    | -                  | -                  | -           | -           | -           | 53     | 6      |
| 2017-2018       | Real M. Castilla | SDB             | 5          | 0          | -               | -               | -               | -                  | -                  | -                  | -           | -           | -           | 5      | 0      |
| 2018-2019       | Real M. Castilla | SDB             | 37         | 21         | -               | -               | -               | -                  | -                  | -                  | -           | -           | -           | 37     | 21     |
| Totale Castilla | Totale Castilla  | Totale Castilla | 42         | 21         | -               | -               | -               | -                  | -                  | -                  | -           | -           | -           | 42     | 21     |
| 2018-2019       | Real Madrid      | PD              | 1          | 0          | CR              | 3               | 1               | UCL                | -                  | -                  | -           | -           | -           | 4      | 1      |
| 2019-2020       | Huesca           | SD              | 26         | 5          | CR              | 1               | 1               | -                  | -                  | -                  | -           | -           | -           | 27     | 6      |
| set.-dic. 2020  | Udinese          | A               | 0          | 0          | CI              | 1               | 0               | -                  | -                  | -                  | -           | -           | -           | 1      | 0      |
| Totale carriera | Totale carriera  | Totale carriera | 119        | 31         |                 | 8               | 3               | -                  | -                  | -                  | -           | -           | -           | 127    | 34     |

## Palmarès

### Competizioni nazionali
- Campionato qatariota: 1

Al-Sadd: 2024-2025